# Liponeura angelieri
Liponeura angelieri är en tvåvingeart som beskrevs av Guidicelli och Lavandier 1975. Liponeura angelieri ingår i släktet Liponeura och familjen Blephariceridae.
Artens utbredningsområde är Frankrike. Inga underarter finns listade i Catalogue of Life.